# Milan-Mantoue
Milan-Mantoue (en italien : Milano-Mantova) est une ancienne course cycliste italienne disputée en Lombardie, entre Milan et Mantoue. Elle a connu trois premières éditions de 1906 à 1908, puis a eu lieu à 21 reprises de 1932 à 1962. Elle est également appelée Trofeo Moschini.

## Palmarès
| Année     | Vainqueur           | Deuxième            | Troisième          |
| --------- | ------------------- | ------------------- | ------------------ |
| 1906      | Giovanni Rossignoli | Giovanni Cuniolo    | Giulio Tagliavini  |
| 1907      | Giovanni Cuniolo    | Giovanni Rossignoli | Cesare Zanzottera  |
| 1908      | Battista Danesi     | Cesare Zanzottera   | Giovanni Cuniolo   |
| 1909-1931 | Pas de course       |                     |                    |
| 1932      | Carlo Bonfanti      | Adamo Dabini        | Ennio Migliorini   |
| 1933      | Fabio Battesini     | Vasco Bergamaschi   | Giacomo Gaioni     |
| 1934      | Enrico Bovet        | Mario Lusiani       | Isidoro Piubellini |
| 1935      | Vasco Reggianini    | Edgardo Scappini    | Franco Maggioni    |
| 1936      | Raffaele Di Paco    | Domenico Piemontesi | Vasco Bergamaschi  |
| 1937      | Renato Scorticati   | Fausto Montesi      | Adriano Vignoli    |
| 1938      | Francesco Albani    | Osvaldo Bailo       | Diego Marabelli    |
| 1939      | Adolfo Leoni        | Aldo Bini           | Osvaldo Bailo      |
| 1940      | Adolfo Leoni        | Gino Bartali        | Pietro Rimoldi     |
| 1941      | Luciano Succi       | Giovanni Corrieri   | Gino Bisio         |
| 1942      | Glauco Servadei     | Quirino Toccaceli   | Pietro Chiappini   |
| 1943      | Olimpio Bizzi       | Glauco Servadei     | Gino Bartali       |
| 1944-1945 | Pas de course       |                     |                    |
| 1946      | Mario Ricci         | Adolfo Leoni        | Antonio Bevilacqua |
| 1947      | Quirino Toccaceli   | Antonio Covolo      | Alfredo Martini    |
| 1948-1953 | Pas de course       |                     |                    |
| 1954      | Giuseppe Calvi      | Germano Marinoni    | Mirko Clapparelli  |
| 1957      | Leon Van Daele      | Gino Guerrini       | Alfredo Sabbadin   |
| 1958      | Rik Van Looy        | Jozef Schils        | Armando Pellegrini |
| 1959      | Pierino Baffi       | Willy Vannitsen     | Angelo Conterno    |
| 1960      | Giuseppe Vanzella   | Pierino Baffi       | Yvo Molenaers      |
| 1961      | Ercole Baldini      | Pierino Baffi       | Renato Giusti      |
| 1962      | Pierino Baffi       | Marino Vigna        | Renato Giusti      |